# 鳥籠山城
鳥籠山城（とこのやまじょう）は、安芸国安南郡世能荒山荘（広島県広島市安芸区中野）にあった日本の城。阿曽沼親綱が築城したと言われてる。

## 概要
安芸国の国人領主阿曽沼氏の居城。約350年にわたり、安芸阿曽沼氏の居城となった。

## 構造
瀬野川西岸の蓮華寺山の南に張り出した尾根の一部に築かれた山城で、最高所に本郭を置き、南東方向に大小13の郭を階段式に配置している。蓮華寺山方面には尾根を断ち切る堀切が存在していた。

## 沿革
阿曽沼氏は藤姓足利氏の流れを汲み、足利広綱が下野国安蘇郡阿曽沼郷を得て、阿曽沼を称したのが始まりである。広綱の子阿曽沼親綱は承久3年（1221年）の承久の乱で戦功を挙げ、安芸国世能荒山荘の地頭職となる。元寇の前後に世能荒山荘へと下向し、鳥籠山城を築城したとされる。
阿曽沼氏は国人領主として勢力を拡大し、戦国時代には安芸国に勢力を扶植してきた尼子氏や大内氏に従属する。そのため、大内氏から離反した後の大永7年（1527年）に、大内氏の陶興房や毛利元就らの大軍に鳥籠山城を包囲される。この時は重臣の野村木工允を責任者として切腹させて降伏している。
天文20年（1551年）に大寧寺の変が起き、大内義隆が殺害されると、陶隆房と協調した毛利元就が鳥籠山城を攻撃。阿曽沼氏は親義隆であった当主の阿曽沼隆郷隠居を条件に降伏した。
最終的には安芸国の覇者となった毛利氏に属するも、その後も国人領主としての独立性を維持した。
慶長5年（1600年）の関ヶ原の戦いの後、毛利氏が防長移封されると阿曽沼氏もそれに従い、鳥籠山城は廃城となった。
現在は城跡しか残っておらず、ひかり幼稚園の裏の小高い山に石垣等が残っている。

## 参考資料
- 広島県中世城館遺跡総合調査報告書
- 畑賀の歴史